# 이수용 (1985년생 배우)
이수용(1985년 3월 30일 ~ )은 대한민국의 배우이자 뮤지컬 배우이다.

## 작품 활동

### 뮤지컬
- 《진짜 진짜 좋아해》 (2010)
- 《그리스》 (2011) - 소니 역
- 《달고나》 (2012)
- 《오! 당신이 잠든 사이》 (2012~2013) - 닥터리 역
- 《총각네 야채가게》 (2013) - 지환 역

### 드라마
- 《하나뿐인 내편》 (KBS2, 2018) - 미란의 소개팅 남 역 (특별출연)
- 《태양의 계절》 (KBS2, 2019) - 곽기준 역
- 《만남의 광장》 (웹드라마, 2020) - 수영 역
- 《밀키드》 (웹드라마, 2020) - 송영건 역
- 《사랑의 꽈배기》 (KBS2, 2021) - 김철구 역

### 영화
- 독립영화 《안녕, 낯선 사람》 (2014) - 기준 역

### 광고
- 웅진 코웨이
- 세븐 나이츠
- 교촌 치킨 CF - 감정 편
- SK 텔레콤 - T멤버십 편
- CJ 기업 광고

### 뮤직비디오
- 미스에스(MISS $) - 나도 좀 살자
- 2BIC - Lonely Christmas